# بلاسکمییان
بلاسکمییان دهستانی در استان آبیلای اسپانیا است.
در این دهستان ۲۷۴ نفر زندگی می‌کنند. مساحت این دهستان ۳۹٫۵۷ کیلومتر مربع است.